# Дон Маккинън
Доналд Чарлс Маккинън (на английски: Donald Charles McKinnon) е новозеландски политик от Новозеландската национална партия.
Той е вицепремиер (1990-1996), министър на външните работи и търговията (1990-1999), министър за тихоокеанските острови (1990-1996), министър на разоръжаването и контрола върху въоръжението (1996-1999).
От 1999 е генерален секретар на Общността на нациите.